# IK Frej
Maillots
L'IK Frej est un club suédois de football basé dans la ville de Täby en Suède, et fondé en 1968.

## Histoire
L'IK Frej est fondé le 5 février 1968 par Åke Berghagen et ses amis.
Le club porte le nom du dieu nordique Freyr, Frej en Suédois.
À la suite de sa promotion à l'issue de la saison 2014 de Division 1 Norra, l'IK Frej joue sa première saison de Superettan en 2015 et se maintient à l'issue de la saison en terminant 14e du classement et jouant les matchs de barrage. 
IK Frej signe un partenariat avec le Hammarby IF en 2018, ce qui permet à un nombre important de joueurs d'Hammarby d'être prêté au club.
Le club joue cinq saisons en deuxième division avant d'être relégué à l'issue de la saison 2019.